# Nyceryx
Nyceryx is een geslacht van vlinders uit de onderfamilie Macroglossinae van de familie pijlstaarten (Sphingidae).

## Soorten
- Nyceryx alophus (Boisduval, 1875)
- Nyceryx coffaeae (Walker, 1856)
- Nyceryx continua (Walker, 1856)
- Nyceryx draudti Gehlen, 1926
- Nyceryx ericea (Druce, 1888)
- Nyceryx eximia Rothschild & Jordan, 1916
- Nyceryx fernandezi Haxaire & Cadiou, 1999
- Nyceryx furtadoi Haxaire, 1996
- Nyceryx hyposticta (R Felder, 1874)
- Nyceryx lunaris Jordan, 1912
- Nyceryx magna (R Felder, 1874)
- Nyceryx maxwelli (Rothschild, 1896)
- Nyceryx nephus (Boisduval, 1875)
- Nyceryx nictitans (Boisduval, 1875)
- Nyceryx riscus (Schaus, 1890)
- Nyceryx stuarti (Rothschild, 1894)
- Nyceryx tacita (Druce, 1888)

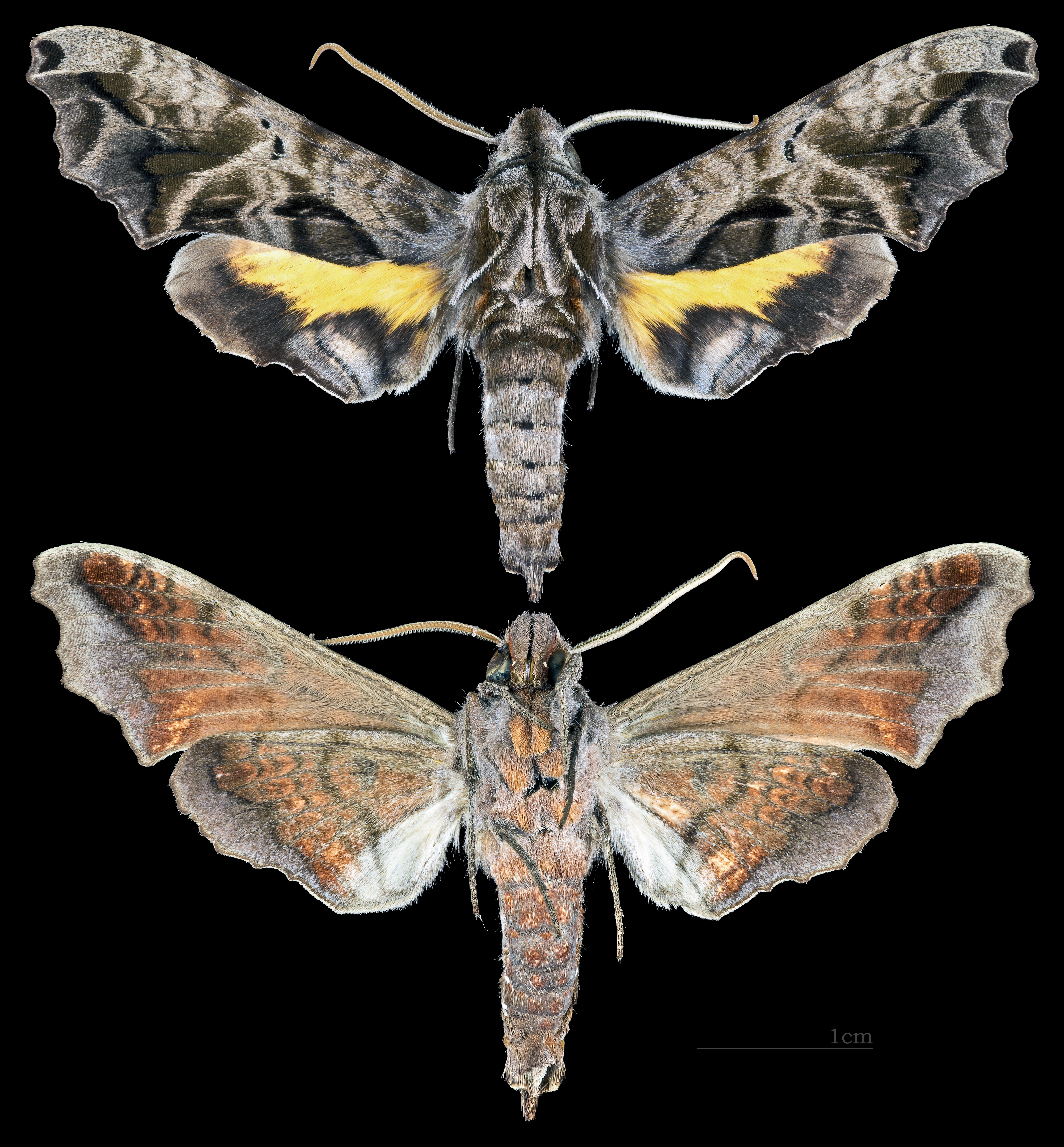
Nyceryx alophus
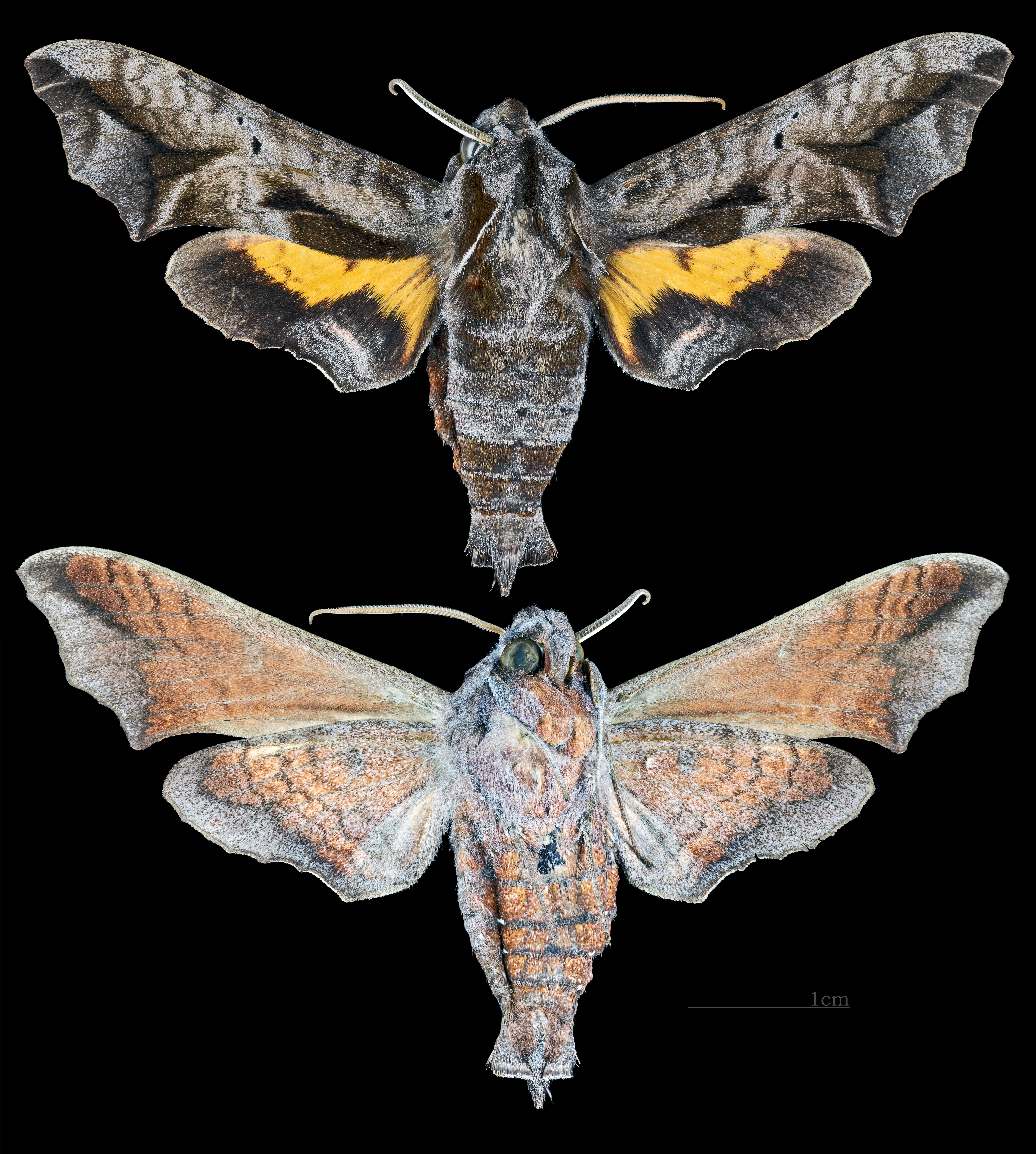
Nyceryx continua
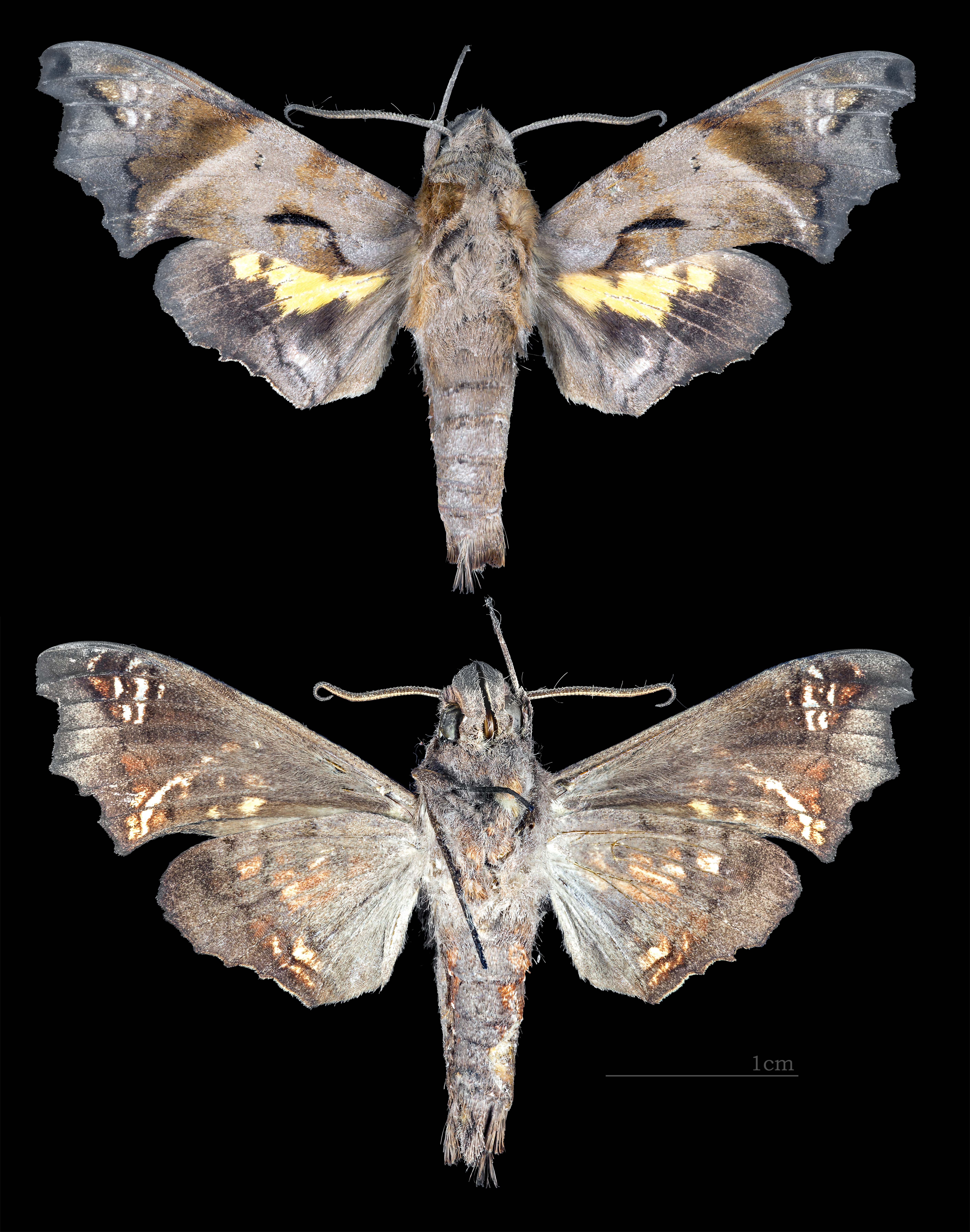
Nyceryx ericea
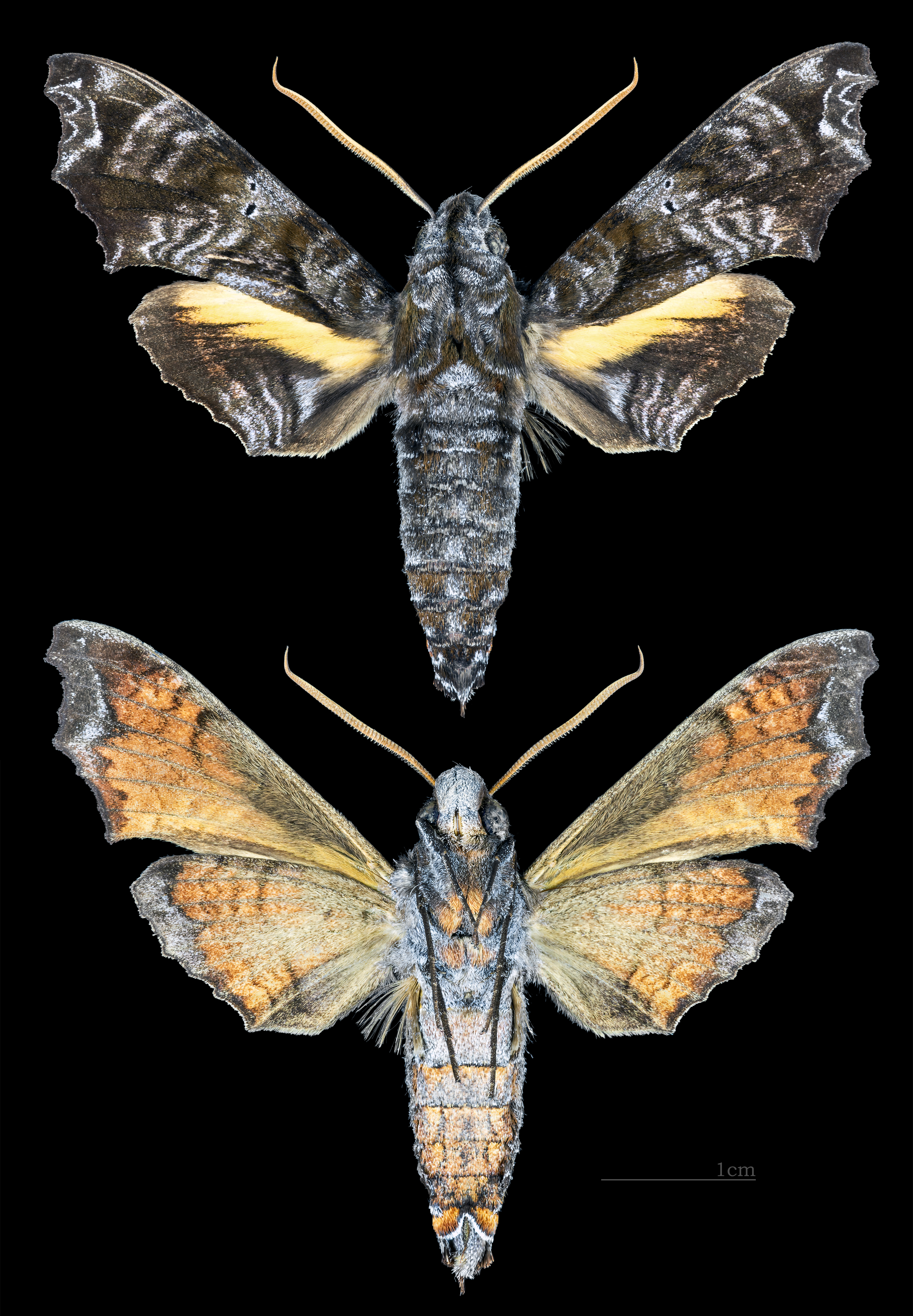
Nyceryx eximia
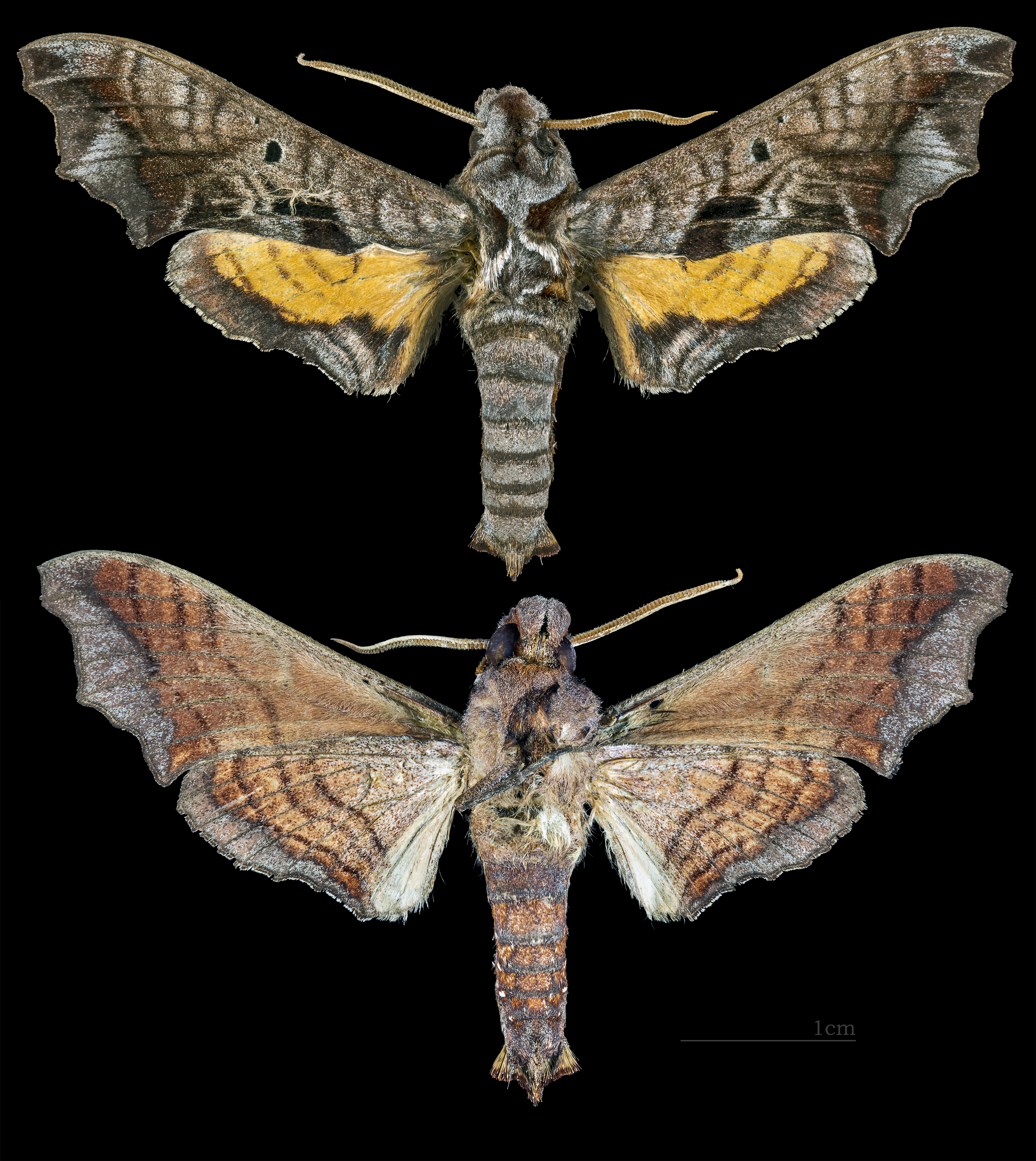
Nyceryx furtadoi
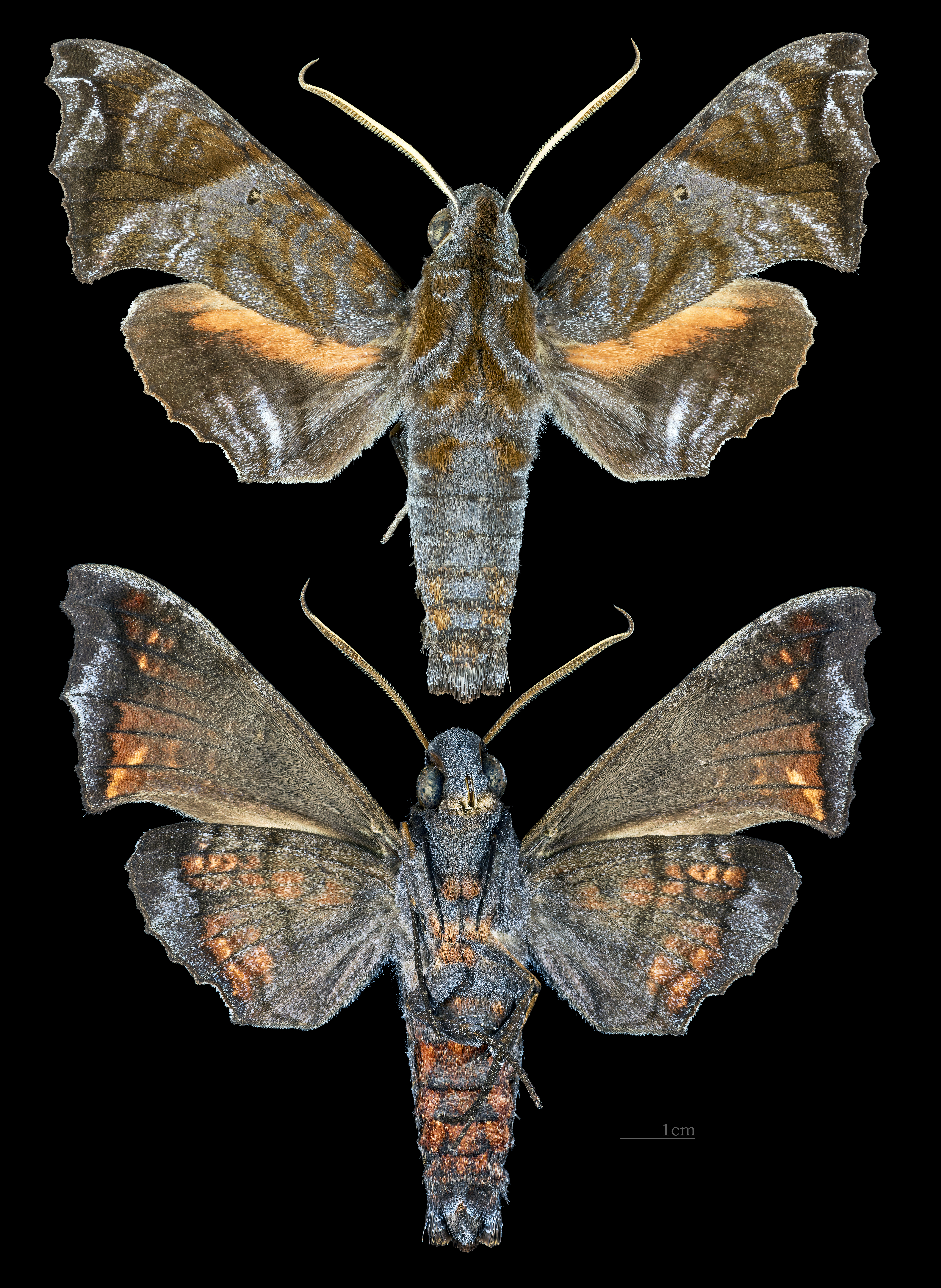
Nyceryx magna
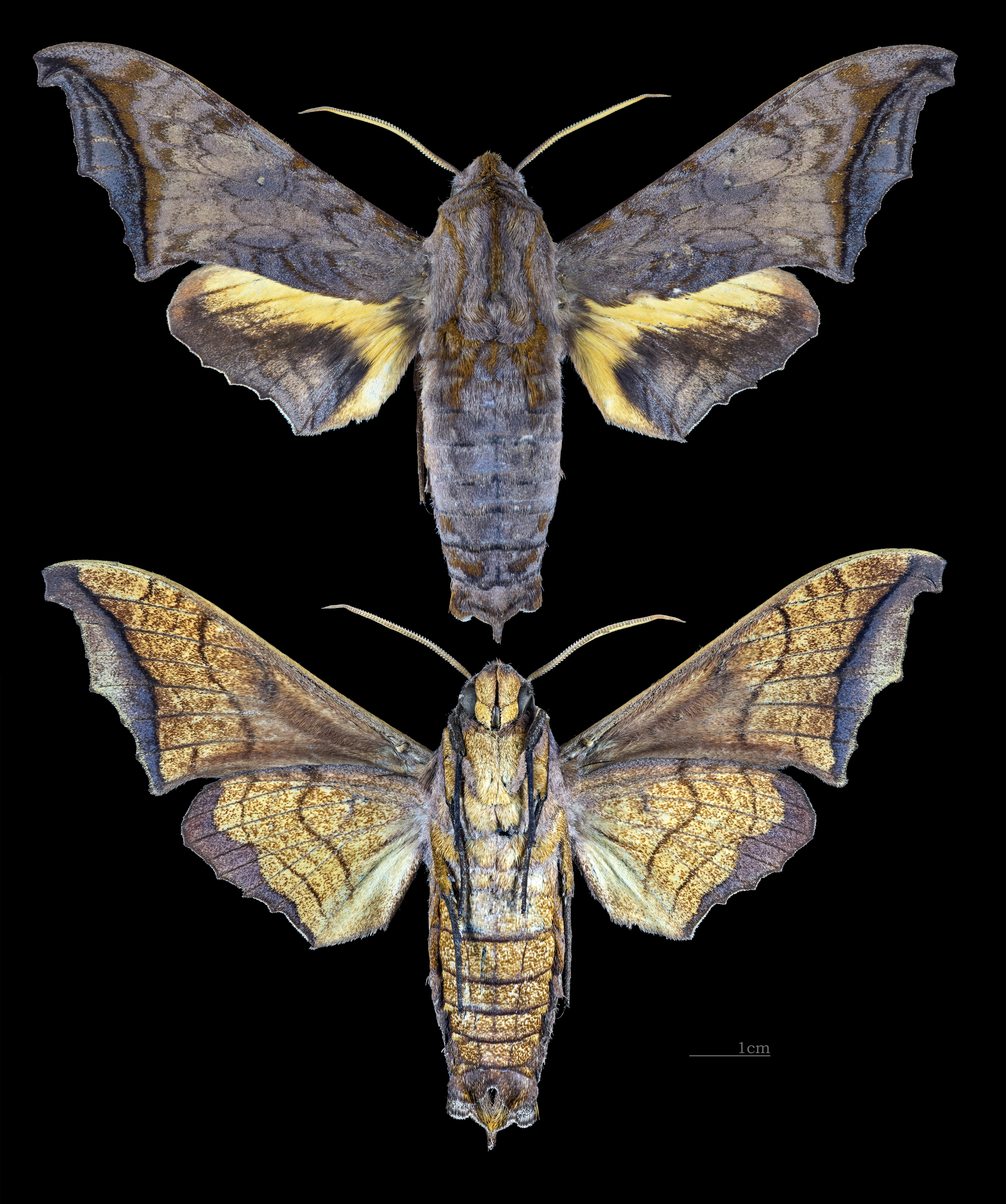
Nyceryx riscus
Nyceryx stuarti
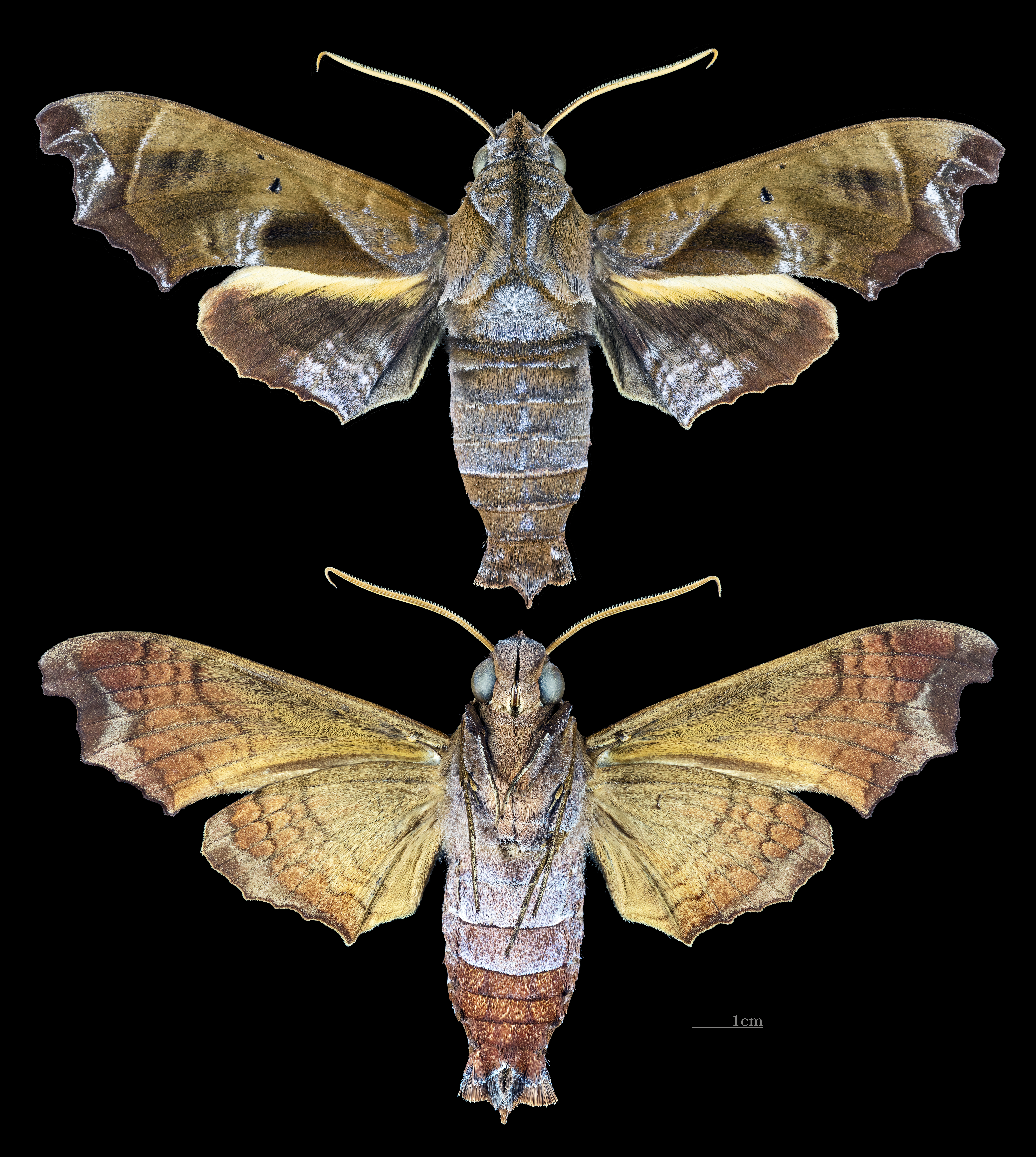
Nyceryx tacita